# جاكي غان
جاكي غان (بالإنجليزية: Jackie Gunn)‏ هي متزلجة جماعية بريطانية، ولدت في 23 مايو 1977 في Corsham ‏ في المملكة المتحدة.

## وصلات خارجية
- جاكي غان على موقع IBSF (الإنجليزية)
- جاكي غان على موقع IBSF (الإنجليزية)
- جاكي غان على موقع أوليمبيديا (الإنجليزية)
- جاكي غان على موقع اللجنة الأولمبية البريطانية (الإنجليزية)